# Macizo de Pacuni
Macizo de Pacuni é um pico da Cordilheira dos Andes localizado na Bolívia.